# Christian Doleschal
Christian Doleschal (ur. 27 kwietnia 1988 w Kemnath) – niemiecki polityk i samorządowiec, deputowany do Parlamentu Europejskiego IX i X kadencji.

## Życiorys
Z wykształcenia prawnik, kształcił się na Universität Bayreuth i na Universität Regensburg. Uzyskał uprawnienia adwokata, podejmując praktykę w zawodzie, od 2017 w ramach przedsiębiorstwa budowlanego.
Zaangażował się w działalność polityczną w ramach Unii Chrześcijańsko-Społecznej (CSU) i chadeckiej młodzieżówki Junge Union. W latach 2008–2012 był członkiem zarządu federalnego JU. W 2008 został radnym miejscowości Brand.
W wyborach w 2019 z listy CSU uzyskał mandat eurodeputowanego IX kadencji. Z powodzeniem ubiegał się o poselską reelekcję w 2024.